# Allison Patrício
Allison Patrício, hay Allison (sinh ngày 31 tháng 1 năm 1986) là một cầu thủ bóng đá người Brasil thi đấu cho Mafra.

## Sự nghiệp câu lạc bộ
Anh ra mắt chuyên nghiệp tại Giải bóng đá hạng nhất quốc gia Bồ Đào Nha cho Mafra vào ngày 8 tháng 8 năm 2015 trong trận đấu trước Gil Vicente.